# Kết quả thi đấu của Đội tuyển bóng đá quốc gia Việt Nam (1990–2019)
Dưới đây là danh sách kết quả thi đấu của đội tuyển bóng đá quốc gia Việt Nam từ 1990 đến 2019.

## Kết quả
Ghi chú
- * Số bàn thắng của Việt Nam đứng trước.
- (H) Sân nhà
- (A) Sân khách
- (N) Sân trung lập
- 1 Không phải trận đấu quốc tế 'A' của FIFA.

      Thắng
      Hòa
      Thua

### 2010–2019

#### 2019
| 2019        | 2019      | 2019                 | 2019                                                 | 2019                                                                 | 2019                                                              |
| Ngày        | Đối thủ   | Kết quả*             | Địa điểm                                             | Giải đấu                                                             | Bàn thắng của Việt Nam                                            |
| ----------- | --------- | -------------------- | ---------------------------------------------------- | -------------------------------------------------------------------- | ----------------------------------------------------------------- |
| 8 tháng 1   | Iraq      | 2–3                  | Sân vận động Thành phố Thể thao Zayed, Abu Dhabi (A) | Cúp bóng đá châu Á 2019 (Bảng D)                                     | Faez 24' (l.n.) · Nguyễn Công Phượng 42'                          |
| 12 tháng 1  | Iran      | 0–2                  | Sân vận động Al Nahyan, Abu Dhabi (A)                | Cúp bóng đá châu Á 2019 (Bảng D)                                     |                                                                   |
| 16 tháng 1  | Yemen     | 2–0                  | Sân vận động Hazza bin Zayed, Al Ain (A)             | Cúp bóng đá châu Á 2019 (Bảng D)                                     | Nguyễn Quang Hải 38' · Quế Ngọc Hải 64' (ph.đ.)                   |
| 20 tháng 1  | Jordan    | 1–1 (s.h.p.) (4–2 p) | Sân vận động Al Maktoum, Dubai (A)                   | Cúp bóng đá châu Á 2019 (vòng đấu loại trực tiếp)                    | Nguyễn Công Phượng 51'                                            |
| 24 tháng 1  | Nhật Bản  | 0–1                  | Sân vận động Al Maktoum, Dubai (A)                   | Cúp bóng đá châu Á 2019 (vòng đấu loại trực tiếp)                    |                                                                   |
| 5 tháng 6   | Thái Lan  | 1–0                  | Chang Arena, Buriram (A)                             | Cúp Nhà vua Thái Lan 2019                                            | Nguyễn Anh Đức 90+4'                                              |
| 8 tháng 6   | Curaçao   | 1–1 (4–5 p)          | Chang Arena, Buriram (A)                             | Cúp Nhà vua Thái Lan 2019                                            | Phạm Đức Huy 83'                                                  |
| 5 tháng 9   | Thái Lan  | 0–0                  | Sân vận động Thammasat, Pathum Thani (A)             | Vòng loại giải vô địch bóng đá thế giới 2022 khu vực châu Á (Vòng 2) |                                                                   |
| 10 tháng 10 | Malaysia  | 1–0                  | Sân vận động Quốc gia Mỹ Đình, Hà Nội (H)            | Vòng loại giải vô địch bóng đá thế giới 2022 khu vực châu Á (Vòng 2) | Nguyễn Quang Hải 40'                                              |
| 15 tháng 10 | Indonesia | 3–1                  | Sân vận động Kapten I Wayan Dipta, Gianyar (A)       | Vòng loại giải vô địch bóng đá thế giới 2022 khu vực châu Á (Vòng 2) | Đỗ Duy Mạnh 26' · Quế Ngọc Hải 55' (ph.đ.) · Nguyễn Tiến Linh 61' |
| 14 tháng 11 | UAE       | 1–0                  | Sân vận động Quốc gia Mỹ Đình, Hà Nội (H)            | Vòng loại giải vô địch bóng đá thế giới 2022 khu vực châu Á (Vòng 2) | Nguyễn Tiến Linh 44'                                              |
| 19 tháng 11 | Thái Lan  | 0–0                  | Sân vận động Quốc gia Mỹ Đình, Hà Nội (H)            | Vòng loại giải vô địch bóng đá thế giới 2022 khu vực châu Á (Vòng 2) |                                                                   |

#### 2018
| 2018        | 2018              | 2018     | 2018                                                | 2018                                       | 2018                                                                          |
| Ngày        | Đối thủ           | Kết quả* | Địa điểm                                            | Giải đấu                                   | Bàn thắng của Việt Nam                                                        |
| ----------- | ----------------- | -------- | --------------------------------------------------- | ------------------------------------------ | ----------------------------------------------------------------------------- |
| 27 tháng 3  | Jordan            | 1–1      | Sân vận động Quốc vương Abdullah II, Amman (A)      | Vòng loại Cúp bóng đá châu Á 2019 (Vòng 3) | Nguyễn Anh Đức 24'                                                            |
| 8 tháng 11  | Lào               | 3–0      | Sân vận động Quốc gia Lào mới, Viêng Chăn (A)       | Giải vô địch bóng đá Đông Nam Á 2018       | Nguyễn Công Phượng 11' · Nguyễn Anh Đức 45+2' · Nguyễn Quang Hải 68'          |
| 12 tháng 11 | Malaysia          | 2–0      | Sân vận động Quốc gia Mỹ Đình, Hà Nội (H)           | Giải vô địch bóng đá Đông Nam Á 2018       | Nguyễn Công Phượng 11' · Nguyễn Anh Đức 60'                                   |
| 20 tháng 11 | Myanmar           | 0–0      | Sân vận động Thuwunna, Yangon (A)                   | Giải vô địch bóng đá Đông Nam Á 2018       |                                                                               |
| 24 tháng 11 | Campuchia         | 3–0      | Sân vận động Hàng Đẫy, Hà Nội (H)                   | Giải vô địch bóng đá Đông Nam Á 2018       | Nguyễn Tiến Linh 39' · Nguyễn Quang Hải 41' · Phan Văn Đức 61'                |
| 2 tháng 12  | Philippines       | 2–1      | Sân vận động Panaad, Bacolod (A)                    | Giải vô địch bóng đá Đông Nam Á 2018       | Nguyễn Anh Đức 12' · Phan Văn Đức 48'                                         |
| 6 tháng 12  | Philippines       | 2–1      | Sân vận động Quốc gia Mỹ Đình, Hà Nội (H)           | Giải vô địch bóng đá Đông Nam Á 2018       | Nguyễn Quang Hải 84' · Nguyễn Công Phượng 87'                                 |
| 11 tháng 12 | Malaysia          | 2–2      | Sân vận động Quốc gia Bukit Jalil, Kuala Lumpur (A) | Giải vô địch bóng đá Đông Nam Á 2018       | Nguyễn Huy Hùng 22' · Phạm Đức Huy 25'                                        |
| 15 tháng 12 | Malaysia          | 1–0      | Sân vận động Quốc gia Mỹ Đình, Hà Nội (H)           | Giải vô địch bóng đá Đông Nam Á 2018       | Nguyễn Anh Đức 6'                                                             |
| 25 tháng 12 | CHDCND Triều Tiên | 1–1      | Sân vận động Quốc gia Mỹ Đình, Hà Nội (H)           | Giao hữu                                   | Nguyễn Tiến Linh 54'                                                          |
| 31 tháng 12 | Philippines       | 4–2      | Sân vận động Grand Hamad, Doha (N)                  | Giao hữu1                                  | Nguyễn Quang Hải 35' · Phan Văn Đức 37' · Đoàn Văn Hậu 65' · Quế Ngọc Hải 75' |

#### 2017
| 2017        | 2017              | 2017     | 2017                                               | 2017                                       | 2017 |
| Ngày        | Đối thủ           | Kết quả* | Địa điểm                                           | Giải đấu                                   | Bàn thắng của Việt Nam                                                                                          |
| ----------- | ----------------- | -------- | -------------------------------------------------- | ------------------------------------------ | --- |
| 22 tháng 3  | Đài Bắc Trung Hoa | 1–1      | Sân vận động Hàng Đẫy, Hà Nội (H)                  | Giao hữu                                   | Nguyễn Công Phượng 89'                                                                                          |
| 28 tháng 3  | Afghanistan       | 1–1      | Sân vận động Pamir, Dushanbe (N)                   | Vòng loại Cúp bóng đá châu Á 2019 (Vòng 3) | Nguyễn Văn Toàn 64'                                                                                             |
| 13 tháng 6  | Jordan            | 0–0      | Sân vận động Thống Nhất, Thành phố Hồ Chí Minh (H) | Vòng loại Cúp bóng đá châu Á 2019 (Vòng 3) | |
| 5 tháng 9   | Campuchia         | 2–1      | Sân vận động Olympic, Phnôm Pênh (A)               | Vòng loại Cúp bóng đá châu Á 2019 (Vòng 3) | Nguyễn Văn Quyết 5' · Nguyễn Quang Hải II 81'                                                                   |
| 10 tháng 10 | Campuchia         | 5–0      | Sân vận động Quốc gia Mỹ Đình, Hà Nội (H)          | Vòng loại Cúp bóng đá châu Á 2019 (Vòng 3) | Đinh Thanh Trung 13' · Nguyễn Văn Quyết 56' · Nguyễn Anh Đức 60' · Nguyễn Công Phượng 76' · Mạc Hồng Quân 90+2' |
| 14 tháng 11 | Afghanistan       | 0–0      | Sân vận động Quốc gia Mỹ Đình, Hà Nội (H)          | Vòng loại Cúp bóng đá châu Á 2019 (Vòng 3) | |

#### 2016
| 2016        | 2016              | 2016         | 2016                                               | 2016                                                                 | 2016 |
| Ngày        | Đối thủ           | Kết quả*     | Địa điểm                                           | Giải đấu                                                             | Bàn thắng của Việt Nam                                                                                     |
| ----------- | ----------------- | ------------ | -------------------------------------------------- | -------------------------------------------------------------------- | --- |
| 24 tháng 3  | Đài Bắc Trung Hoa | 4–1          | Sân vận động Quốc gia Mỹ Đình, Hà Nội (H)          | Vòng loại giải vô địch bóng đá thế giới 2018 khu vực châu Á (Vòng 2) | Lê Công Vinh 8', 90+1' · Nguyễn Văn Toàn 29', 42'                                                          |
| 29 tháng 3  | Iraq              | 0–1          | Sân vận động PAS, Tehran (N)                       | Vòng loại giải vô địch bóng đá thế giới 2018 khu vực châu Á (Vòng 2) | |
| 31 tháng 5  | Syria             | 2–0          | Sân vận động Quốc gia Mỹ Đình, Hà Nội (H)          | Giao hữu                                                             | Lê Công Vinh 34' · Nguyễn Văn Quyết 45+1'                                                                  |
| 3 tháng 6   | Hồng Kông         | 2–2 (4–3 p)  | Sân vận động Thuwunna, Yangon (A)                  | AYA Bank Cup 2016                                                    | Lê Công Vinh 58', 61'                                                                                      |
| 6 tháng 6   | Singapore         | 3–0 (s.h.p.) | Sân vận động Thuwunna, Yangon (A)                  | AYA Bank Cup 2016                                                    | Lê Công Vinh 91' · Nguyễn Văn Quyết 99' · Đinh Thanh Trung 114'                                            |
| 6 tháng 10  | CHDCND Triều Tiên | 5–2          | Sân vận động Thống Nhất, Thành phố Hồ Chí Minh (H) | Giao hữu                                                             | Nguyễn Tuấn Anh 33' · Lê Công Vinh 51' · Vũ Văn Thanh 62' · Lương Xuân Trường 85' · Phạm Thành Lương 90+3' |
| 9 tháng 10  | Indonesia         | 2–2          | Sân vận động Maguwoharjo, Sleman (A)               | Giao hữu                                                             | Lê Văn Thắng 4' · Vũ Minh Tuấn 12'                                                                         |
| 8 tháng 11  | Indonesia         | 3–2          | Sân vận động Quốc gia Mỹ Đình, Hà Nội (H)          | Giao hữu                                                             | Lê Công Vinh 45' · Nguyễn Công Phượng 70' · Nguyễn Văn Toàn 83'                                            |
| 20 tháng 11 | Myanmar           | 2–1          | Sân vận động Thuwunna, Yangon (A)                  | Giải vô địch bóng đá Đông Nam Á 2016                                 | Nguyễn Văn Quyết 24' · Lê Công Vinh 80'                                                                    |
| 23 tháng 11 | Malaysia          | 1–0          | Sân vận động Thuwunna, Yangon (A)                  | Giải vô địch bóng đá Đông Nam Á 2016                                 | Nguyễn Trọng Hoàng 80'                                                                                     |
| 26 tháng 11 | Campuchia         | 2–1          | Sân vận động Wunna Theikdi, Naypyidaw (A)          | Giải vô địch bóng đá Đông Nam Á 2016                                 | Lê Công Vinh 20' · Tola 50' (l.n.)                                                                         |
| 3 tháng 12  | Indonesia         | 1–2          | Sân vận động Pakansari, Bogor (A)                  | Giải vô địch bóng đá Đông Nam Á 2016                                 | Nguyễn Văn Quyết 17' (ph.đ.)                                                                               |
| 7 tháng 12  | Indonesia         | 2–2 (s.h.p.) | Sân vận động Quốc gia Mỹ Đình, Hà Nội (H)          | Giải vô địch bóng đá Đông Nam Á 2016                                 | Vũ Văn Thanh 83' · Vũ Minh Tuấn 90+3'                                                                      |

#### 2015
| 2015        | 2015              | 2015     | 2015                                        | 2015                                                                 | 2015                                     |
| Ngày        | Đối thủ           | Kết quả* | Địa điểm                                    | Giải đấu                                                             | Bàn thắng của Việt Nam                   |
| ----------- | ----------------- | -------- | ------------------------------------------- | -------------------------------------------------------------------- | ---------------------------------------- |
| 17 tháng 5  | CHDCND Triều Tiên | 1–1      | Sân vận động Quốc gia Mỹ Đình, Hà Nội (H)   | Giao hữu                                                             | Mạc Hồng Quân 65'                        |
| 24 tháng 5  | Thái Lan          | 0–1      | Sân vận động Rajamangala, Băng Cốc (A)      | Vòng loại giải vô địch bóng đá thế giới 2018 khu vực châu Á (Vòng 2) |                                          |
| 27 tháng 7  | Manchester City   | 1–8      | Sân vận động Quốc gia Mỹ Đình, Hà Nội (H)   | Giao hữu1                                                            | Nguyễn Văn Quyết 90+1'                   |
| 8 tháng 9   | Đài Bắc Trung Hoa | 2–1      | Sân vận động Thành phố Đài Bắc, Đài Bắc (A) | Vòng loại giải vô địch bóng đá thế giới 2018 khu vực châu Á (Vòng 2) | Đinh Tiến Thành 53' · Trần Phi Sơn 90+2' |
| 8 tháng 10  | Iraq              | 1–1      | Sân vận động Quốc gia Mỹ Đình, Hà Nội (H)   | Vòng loại giải vô địch bóng đá thế giới 2018 khu vực châu Á (Vòng 2) | Lê Công Vinh 25'                         |
| 13 tháng 10 | Thái Lan          | 0–3      | Sân vận động Quốc gia Mỹ Đình, Hà Nội (H)   | Vòng loại giải vô địch bóng đá thế giới 2018 khu vực châu Á (Vòng 2) |                                          |

#### 2014
| 5 tháng 3   | Hồng Kông   | 3–1 | Sân vận động Quốc gia Mỹ Đình, Hà Nội (H) | Vòng loại Cúp bóng đá châu Á 2015    | Huỳnh Quốc Anh 24' · Nguyễn Anh Đức 68' · Nguyễn Trọng Hoàng 83'            |
| 2 tháng bảy | Myanmar     | 6–0 | Sân vận động Gò Đậu, Bình Dương (H)       | Giao hữu                             | Nguyễn Hải Anh 10', 15' · Lê Công Vinh 19', 33', 51' · Nguyễn Văn Quyết 86' |
| 6 tháng 9   | Hồng Kông   | 3–1 | Sân vận động Lạch Tray, Hải Phòng (H)     | Giao hữu                             | Nguyễn Hải Anh 2', 50' · Lê Công Vinh 66'                                   |
| 9 tháng 11  | Palestine   | 1–3 | Sân vận động Quốc gia Mỹ Đình, Hà Nội (H) | Giao hữu                             | Nguyễn Văn Quyết 89'                                                        |
| 16 tháng 11 | Malaysia    | 3–1 | Sân vận động Quốc gia Mỹ Đình, Hà Nội (H) | Giao hữu                             | Mạc Hồng Quân 47' · Nguyễn Văn Quyết 57' · Ngô Hoàng Thịnh 81'              |
| 22 tháng 11 | Indonesia   | 2–2 | Sân vận động Quốc gia Mỹ Đình, Hà Nội (H) | Giải vô địch bóng đá Đông Nam Á 2014 | Quế Ngọc Hải 11' · Lê Công Vinh 68'                                         |
| 25 tháng 11 | Lào         | 3–0 | Sân vận động Quốc gia Mỹ Đình, Hà Nội (H) | Giải vô địch bóng đá Đông Nam Á 2014 | Vũ Minh Tuấn 27' · Lê Công Vinh 84' · Nguyễn Huy Hùng 88'                   |
| 28 tháng 11 | Philippines | 3–1 | Sân vận động Quốc gia Mỹ Đình, Hà Nội (H) | Giải vô địch bóng đá Đông Nam Á 2014 | Ngô Hoàng Thịnh 9' · Vũ Minh Tuấn 50' · Phạm Thành Lương 58'                |
| 7 tháng 12  | Malaysia    | 1–2 | Sân vận động Shah Alam, Shah Alam (A)     | Giải vô địch bóng đá Đông Nam Á 2014 | Võ Huy Toàn 32' · Nguyễn Văn Quyết 60'                                      |
| 11 tháng 12 | Malaysia    | 2–4 | Sân vận động Quốc gia Mỹ Đình, Hà Nội (H) | Giải vô địch bóng đá Đông Nam Á 2014 | Lê Công Vinh 22' (ph.đ.), 79'                                               |

#### 2013
| 6 tháng 2   | UAE        | 1–2 | Sân vận động Quốc gia Mỹ Đình, Hà Nội (H)      | Vòng loại Cúp bóng đá châu Á 2015 | Huỳnh Quốc Anh 59'          |
| 22 tháng 3  | Hồng Kông  | 0–1 | Sân vận động Vượng Giác, Cửu Long (A)          | Vòng loại Cúp bóng đá châu Á 2015 |                             |
| 17 tháng 7  | Arsenal    | 1–7 | Sân vận động Quốc gia Mỹ Đình, Hà Nội (H)      | Giao hữu1                         | Trần Mạnh Dũng 78'          |
| 9 tháng 10  | Qatar      | 2–1 | Sân vận động Thani bin Jassim, Doha (A)        | Giao hữu1                         | Nguyễn Trọng Hoàng 20', 29' |
| 15 tháng 10 | Uzbekistan | 1–3 | Sân vận động Trung tâm Pakhtakor, Tashkent (A) | Vòng loại Cúp bóng đá châu Á 2015 | Nguyễn Trọng Hoàng 77'      |
| 15 tháng 11 | Uzbekistan | 0–3 | Sân vận động Quốc gia Mỹ Đình, Hà Nội (H)      | Vòng loại Cúp bóng đá châu Á 2015 |                             |
| 19 tháng 11 | UAE        | 0–5 | Sân vận động Mohammed bin Zayed, Abu Dhabi (A) | Vòng loại Cúp bóng đá châu Á 2015 |                             |

#### 2012
| 8 tháng 6   | Trung Quốc         | 0–3 | Sân vận động Trung tâm Thể thao Vũ Hán, Vũ Hán (A) | Giao hữu                             |                                                                                   |
| 10 tháng 6  | Hồng Kông          | 2–1 | Sân vận động Vượng Giác, Cửu Long (A)              | Giao hữu                             | Nguyễn Văn Quyết 71' · Nguyễn Trọng Hoàng 74'                                     |
| 23 tháng 6  | Mozambique         | 1–0 | Sân vận động Thống Nhất, Thành phố Hồ Chí Minh (H) | Giao hữu                             | Phạm Thành Lương 63'                                                              |
| 11 tháng 9  | Malaysia           | 2–0 | Sân vận động Shah Alam, Shah Alam (A)              | Giao hữu                             | Lê Công Vinh 32' · Phan Thanh Hưng 48'                                            |
| 15 tháng 9  | Indonesia          | 0–0 | Sân vận động Gelora Bung Tomo, Surabaya (A)        | Giao hữu                             |                                                                                   |
| 16 tháng 10 | Indonesia          | 0–0 | Sân vận động Quốc gia Mỹ Đình, Hà Nội (H)          | Giao hữu                             |                                                                                   |
| 24 tháng 10 | Turkmenistan       | 0–1 | Sân vận động Thống Nhất, Thành phố Hồ Chí Minh (H) | VFF Cup 2012                         |                                                                                   |
| 26 tháng 10 | Lào                | 4–0 | Sân vận động Thống Nhất, Thành phố Hồ Chí Minh (H) | VFF Cup 2012                         | Nguyễn Quang Hải I 17', 37' (ph.đ.) · Nguyễn Trọng Hoàng 77' · Huỳnh Quốc Anh 80' |
| 28 tháng 10 | Sinh viên Hàn Quốc | 1–1 | Sân vận động Thống Nhất, Thành phố Hồ Chí Minh (H) | VFF Cup 2012                         | Nguyễn Văn Quyết 57'                                                              |
| 3 tháng 11  | Malaysia           | 1–0 | Sân vận động Quốc gia Mỹ Đình, Hà Nội (H)          | Giao hữu                             |                                                                                   |
| 24 tháng 11 | Myanmar            | 1–1 | Sân vận động Rajamangala, Bangkok (A)              | Giải vô địch bóng đá Đông Nam Á 2012 | Lê Tấn Tài 34'                                                                    |
| 27 tháng 11 | Philippines        | 0–1 | Sân vận động Rajamangala, Bangkok (A)              | Giải vô địch bóng đá Đông Nam Á 2012 |                                                                                   |
| 30 tháng 11 | Thái Lan           | 1–3 | Sân vận động Rajamangala, Bangkok (A)              | Giải vô địch bóng đá Đông Nam Á 2012 | Nguyễn Văn Quyết 72'                                                              |

#### 2011
| 29 tháng 6 | Ma Cao   | 6–0 | Sân vận động Thống Nhất, Thành phố Hồ Chí Minh (H) | Vòng loại giải vô địch bóng đá thế giới 2014 khu vực châu Á (vòng 1) | Lê Công Vinh 20', 36', 42' (ph.đ.) · Phạm Thành Lương 62' · Nguyễn Ngọc Thanh 67' · Nguyễn Văn Quyết 89' |
| 3 tháng 7  | Ma Cao   | 7–1 | Sân vận động Campo Desportivo, Đãng Tể (A)         | Vòng loại giải vô địch bóng đá thế giới 2014 khu vực châu Á (vòng 1) | Huỳnh Quang Thanh 2', 86' · Nguyễn Quang Hải I 23' · Lê Công Vinh 29', 42', 74', 82'                     |
| 23 tháng 7 | Qatar    | 0–3 | Sân vận động Jassim bin Hamad, Doha (A)            | Vòng loại giải vô địch bóng đá thế giới 2014 khu vực châu Á (vòng 2) | |
| 28 tháng 7 | Qatar    | 2–1 | Sân vận động Quốc gia Mỹ Đình, Hà Nội (H)          | Vòng loại giải vô địch bóng đá thế giới 2014 khu vực châu Á (vòng 2) | Nguyễn Trọng Hoàng 60' · Nguyễn Quang Hải I 75'                                                          |
| 7 tháng 10 | Nhật Bản | 0–1 | Nhật Bản (A)                                       | Giao hữu                                                             | |

#### 2010
| 6 tháng 1   | Liban               | 1–1 | Sân vận động thành phố Saida, Saida (A)                   | Vòng loại Cúp bóng đá châu Á 2011    | Phạm Thành Lương 40' |
| 17 tháng 1  | Trung Quốc          | 1–2 | Sân vận động Quốc gia Mỹ Đình, Hà Nội (H)                 | Vòng loại Cúp bóng đá châu Á 2011    | Lê Công Vinh 76' (ph.đ.)                                                                                                |
| 12 tháng 5  | Eintracht Frankfurt | 0–2 | Sân vận động Quốc gia Mỹ Đình, Hà Nội (H)                 | Giao hữu1                            | |
| 20 tháng 9  | Kuwait              | 3–0 | Sân vận động Quốc gia Mỹ Đình, Hà Nội (H)                 | Cúp 1000 năm Thăng Long - Hà Nội     | Nguyễn Việt Thắng 45' (ph.đ.) · Nguyễn Minh Phương 66' · Nguyễn Trọng Hoàng 84'                                         |
| 22 tháng 9  | Úc                  | 0–2 | Sân vận động Quốc gia Mỹ Đình, Hà Nội (H)                 | Cúp 1000 năm Thăng Long - Hà Nội     | |
| 24 tháng 9  | CHDCND Triều Tiên   | 0–0 | Sân vận động Quốc gia Mỹ Đình, Hà Nội (H)                 | Cúp 1000 năm Thăng Long - Hà Nội     | |
| 8 tháng 10  | Ấn Độ               | 1–3 | Ấn Độ (A)                                                 | Giao hữu                             | |
| 12 tháng 10 | Kuwait              | 1–3 | Sân vận động Quốc tế Jaber Al-Ahmad, Thành phố Kuwait (A) | Giao hữu                             | Nguyễn Minh Phương 58'                                                                                                  |
| 2 tháng 11  | Sinh viên Hàn Quốc  | 0–2 | Sân vận động Quốc gia Mỹ Đình, Hà Nội (H)                 | VFF Sơn Hà Cup 2010                  | |
| 4 tháng 11  | Singapore           | 1–1 | Sân vận động Quốc gia Mỹ Đình, Hà Nội (H)                 | VFF Sơn Hà Cup 2010                  | Phan Văn Tài Em 76' |
| 6 tháng 11  | CHDCND Triều Tiên   | 0–2 | Sân vận động Quốc gia Mỹ Đình, Hà Nội (H)                 | VFF Sơn Hà Cup 2010                  | |
| 13 tháng 11 | Vicem Hải Phòng     | 2–2 | Sân vận động Lạch Tray, Hải Phòng (H)                     | Giao hữu1                            | |
| 2 tháng 12  | Myanmar             | 7–1 | Sân vận động Quốc gia Mỹ Đình, Hà Nội (H)                 | Giải vô địch bóng đá Đông Nam Á 2010 | Nguyễn Anh Đức 13', 56' · Nguyễn Minh Phương 30' · Lê Tấn Tài 51' · Nguyễn Trọng Hoàng 73', 83' · Nguyễn Vũ Phong 90+4' |
| 5 tháng 12  | Philippines         | 0–2 | Sân vận động Quốc gia Mỹ Đình, Hà Nội (H)                 | Giải vô địch bóng đá Đông Nam Á 2010 | |
| 8 tháng 12  | Singapore           | 1–0 | Sân vận động Quốc gia Mỹ Đình, Hà Nội (H)                 | Giải vô địch bóng đá Đông Nam Á 2010 | Nguyễn Vũ Phong 32' |
| 15 tháng 12 | Malaysia            | 0–2 | Sân vận động Quốc gia Bukit Jalil, Kuala Lumpur (A)       | Giải vô địch bóng đá Đông Nam Á 2010 | |
| 18 tháng 12 | Malaysia            | 0–0 | Sân vận động Quốc gia Mỹ Đình, Hà Nội (H)                 | Giải vô địch bóng đá Đông Nam Á 2010 | |

### 2000–2009

#### 2009
| 14 tháng 1  | Liban              | 3–1 | Sân vận động Quốc gia Mỹ Đình, Hà Nội (H)    | Vòng loại Cúp bóng đá châu Á 2011 | Nguyễn Minh Phương 12' · Lê Công Vinh 30' · Nguyễn Vũ Phong 70' |
| 28 tháng 1  | Trung Quốc         | 1–6 | Trung tâm Thể thao Hoàng Long, Hàng Châu (A) | Vòng loại Cúp bóng đá châu Á 2011 | Nguyễn Vũ Phong 11'                                             |
| 14 tháng 5  | Olympiacos         | 1–0 | Việt Nam (H)                                 | Giao hữu1                         | Nguyễn Quang Hải I 88'                                          |
| 31 tháng 5  | Kuwait             | 1–0 | Kuwait (A)                                   | Giao hữu1                         | Nguyễn Trọng Hoàng 35'                                          |
| 20 tháng 10 | Turkmenistan       | 1–0 | Việt Nam (H)                                 | Cúp Thành phố Hồ Chí Minh 2009    | Nguyễn Quang Hải 58'                                            |
| 22 tháng 10 | Sinh viên Hàn Quốc | 0–2 | Việt Nam (H)                                 | Cúp Thành phố Hồ Chí Minh 2009    |                                                                 |
| 24 tháng 10 | Singapore          | 2–2 | Việt Nam (H)                                 | Cúp Thành phố Hồ Chí Minh 2009    | Nguyễn Quang Hải I 18' · Vũ Như Thành 83'                       |
| 14 tháng 11 | Syria              | 0–1 | Sân vận động Quốc gia Mỹ Đình, Hà Nội (H)    | Vòng loại Cúp bóng đá châu Á 2011 |                                                                 |
| 18 tháng 11 | Syria              | 0–0 | Sân vận động Quốc tế Aleppo, Aleppo (N)      | Vòng loại Cúp bóng đá châu Á 2011 |                                                                 |

#### 2008
| 11 tháng 6  | Indonesia         | 0–1 | Indonesia (A)                                      | Giao hữu                             |                                                                                            |
| 2 tháng 8   | Brasil            | 0–2 | Sân vận động Quốc gia Mỹ Đình, Hà Nội (H)          | Giao hữu                             |                                                                                            |
| 1 tháng 10  | Myanmar           | 2–3 | Việt Nam (H)                                       | Cúp Thành phố Hồ Chí Minh 2008       | Lê Công Vinh 65', 90'                                                                      |
| 5 tháng 10  | Turkmenistan      | 2–3 | Việt Nam (H)                                       | Cúp Thành phố Hồ Chí Minh 2008       |                                                                                            |
| 14 tháng 10 | Singapore         | 0–0 | Việt Nam (H)                                       | Giao hữu                             |                                                                                            |
| 30 tháng 10 | CHDCND Triều Tiên | 0–0 | Việt Nam (H)                                       | T&T Cup 2008                         |                                                                                            |
| 16 tháng 11 | Thái Lan          | 2–2 | Việt Nam (H)                                       | T&T Cup 2008                         | Nguyễn Việt Thắng 52' · Nguyễn Minh Phương 87'                                             |
| 26 tháng 11 | Singapore         | 2–2 | Singapore (A)                                      | Giao hữu                             | Lê Công Vinh 42' · Phan Văn Tài Em 90'                                                     |
| 6 tháng 12  | Thái Lan          | 0–2 | Sân vận động Surakul, Phuket (A)                   | Giải vô địch bóng đá Đông Nam Á 2008 |                                                                                            |
| 8 tháng 12  | Malaysia          | 3–2 | Sân vận động Surakul, Phuket (A)                   | Giải vô địch bóng đá Đông Nam Á 2008 | Phạm Thành Lương 16' · Nguyễn Vũ Phong 72', 86'                                            |
| 10 tháng 12 | Lào               | 4–0 | Sân vận động Surakul, Phuket (A)                   | Giải vô địch bóng đá Đông Nam Á 2008 | Nguyễn Việt Thắng 48' · Phạm Thành Lương 63' · Huỳnh Quang Thanh 66' · Phan Thanh Bình 80' |
| 17 tháng 12 | Singapore         | 0–0 | Sân vận động Quốc gia Mỹ Đình, Hà Nội (H)          | Giải vô địch bóng đá Đông Nam Á 2008 |                                                                                            |
| 21 tháng 12 | Singapore         | 1–0 | Sân vận động Quốc gia, Singapore (cũ), Kallang (A) | Giải vô địch bóng đá Đông Nam Á 2008 | Nguyễn Quang Hải 74'                                                                       |
| 24 tháng 12 | Thái Lan          | 2–1 | Sân vận động Rajamangala, Bangkok (A)              | Giải vô địch bóng đá Đông Nam Á 2008 | Nguyễn Vũ Phong 40' · Lê Công Vinh 42'                                                     |
| 28 tháng 12 | Thái Lan          | 1–1 | Sân vận động Quốc gia Mỹ Đình, Hà Nội (H)          | Giải vô địch bóng đá Đông Nam Á 2008 | Lê Công Vinh 90+4'                                                                         |

#### 2007
| 13 tháng 1   | Singapore | 0–0 | Sân vận động Quốc gia, Singapore (cũ), Kallang (A) | Giải vô địch bóng đá Đông Nam Á 2007                                 |                                                                                                   |
| 15 tháng 1   | Indonesia | 1–1 | Sân vận động Quốc gia, Singapore (cũ), Kallang (A) | Giải vô địch bóng đá Đông Nam Á 2007                                 | Supardi 35' (l.n.)                                                                                |
| 17 tháng 1   | Lào       | 9–0 | Sân vận động Jalan Besar, Jalan Besar (A)          | Giải vô địch bóng đá Đông Nam Á 2007                                 | Lê Công Vinh 1', 28', 58' · Phan Thanh Bình 29', 73' (ph.đ.), 81', 84' · Nguyễn Văn Biển 45', 90' |
| 24 tháng 1   | Thái Lan  | 0–2 | Sân vận động Quốc gia Mỹ Đình, Hà Nội (H)          | Giải vô địch bóng đá Đông Nam Á 2007                                 |                                                                                                   |
| 28 tháng 1   | Thái Lan  | 0–0 | Sân vận động Quốc gia (Thái Lan), Bangkok (H)      | Giải vô địch bóng đá Đông Nam Á 2007                                 |                                                                                                   |
| 24 tháng sáu | Jamaica   | 3–0 | Sân vận động Quốc gia Mỹ Đình, Hà Nội (H)          | Giao hữu                                                             | Lê Công Vinh 8' · Trần Đức Dương 65' · Nguyễn Anh Đức 90'                                         |
| 30 tháng sáu | Bahrain   | 5–3 | Sân vận động Quốc gia Mỹ Đình, Hà Nội (H)          | Giao hữu                                                             | Lê Công Vinh 11', 17' · Mai Tiến Thành 53' · Phan Thanh Bình 79' · Nguyễn Anh Đức 87'             |
| 8 tháng 7    | UAE       | 2–0 | Sân vận động Quốc gia Mỹ Đình, Hà Nội (H)          | Cúp bóng đá châu Á 2007                                              | Huỳnh Quang Thanh 64' · Lê Công Vinh 73'                                                          |
| 12 tháng 7   | Qatar     | 1–1 | Sân vận động Quốc gia Mỹ Đình, Hà Nội (H)          | Cúp bóng đá châu Á 2007                                              | Phan Thanh Bình 32'                                                                               |
| 16 tháng 7   | Nhật Bản  | 1–4 | Sân vận động Quốc gia Mỹ Đình, Hà Nội (H)          | Cúp bóng đá châu Á 2007                                              | Suzuki Keita 8' (l.n.)                                                                            |
| 21 tháng 7   | Iraq      | 0–2 | Sân vận động Quốc gia (Thái Lan), Bangkok (H)      | Cúp bóng đá châu Á 2007                                              |                                                                                                   |
| 8 tháng 10   | UAE       | 0–1 | Sân vận động Quốc gia Mỹ Đình, Hà Nội (H)          | Vòng loại giải vô địch bóng đá thế giới 2010 khu vực châu Á (vòng 1) |                                                                                                   |
| 28 tháng 10  | UAE       | 0–5 | Sân vận động Mohammed bin Zayed, Abu Dhabi (A)     | Vòng loại giải vô địch bóng đá thế giới 2010 khu vực châu Á (vòng 1) |                                                                                                   |

#### 2006
| 24 tháng 12 | Thái Lan   | 1–2 | Sân vận động Quốc gia (Thái Lan), Bangkok (H) | Cúp Nhà vua Thái Lan 2006 | Phan Thanh Bình 35'                                    |
| 26 tháng 12 | Kazakhstan | 2–1 | Sân vận động Quốc gia (Thái Lan), Bangkok (H) | Cúp Nhà vua Thái Lan 2006 | Lê Hồng Minh 21' · Lê Công Vinh 90'                    |
| 28 tháng 12 | Singapore  | 3–2 | Sân vận động Quốc gia (Thái Lan), Bangkok (H) | Cúp Nhà vua Thái Lan 2006 | Phan Thanh Bình 7' · Lê Tấn Tài 53' · Lê Công Vinh 82' |
| 30 tháng 12 | Thái Lan   | 1–3 | Sân vận động Quốc gia (Thái Lan), Bangkok (H) | Cúp Nhà vua Thái Lan 2006 | Phan Thanh Bình 68'                                    |

#### 2004
| 18 tháng 2  | Maldives           | 4–0         | Sân vận động Quốc gia Mỹ Đình, Hà Nội (H)          | Vòng loại giải vô địch bóng đá thế giới 2006 khu vực châu Á (Vòng 2) | Phan Văn Tài Em 9', 60' · Nguyễn Minh Hải 13' · Phạm Văn Quyến 80' (ph.đ.)                                                   |
| 31 tháng 3  | Liban              | 0–2         | Sân vận động Thiên Trường, Nam Định (H)            | Vòng loại giải vô địch bóng đá thế giới 2006 khu vực châu Á (Vòng 2) | |
| 9 tháng 6   | Hàn Quốc           | 0–2         | Sân vận động World Cup Daejeon, Daejeon (A)        | Vòng loại giải vô địch bóng đá thế giới 2006 khu vực châu Á (Vòng 2) | |
| 20 tháng 8  | Myanmar            | 5–0         | Thành phố Hồ Chí Minh, Việt Nam (H)                | Cup LG 2004                                                          | Lê Công Vinh 32' (ph.đ.), 90' · Thạch Bảo Khanh 45' · Nguyễn Minh Phương 70' · Phạm Văn Quyến 80'                            |
| 24 tháng 8  | Ấn Độ              | 2–1         | Thành phố Hồ Chí Minh, Việt Nam (H)                | Cup LG 2004                                                          | Lê Công Vinh 21' · Thạch Bảo Khanh 57'                                                                                       |
| 26 tháng 8  | TP Hồ Chí Minh     | 5–0         | Thành phố Hồ Chí Minh, Việt Nam (H)                | Cup LG 2004                                                          | Thạch Bảo Khanh 28', 71' · Lê Công Vinh 31' · Lê Huỳnh Đức 57', 67'                                                          |
| 28 tháng 8  | Sinh viên Hàn Quốc | 4–5 (a.e.t) |                                                    | Cup LG 2004                                                          | Thạch Bảo Khanh 28' · Lê Công Vinh 70' · Lê Huỳnh Đức 80' · Phạm Văn Quyến 86'                                               |
| 8 tháng 9   | Hàn Quốc           | 1–2         | Sân vận động Thống Nhất, Thành phố Hồ Chí Minh (H) | Vòng loại giải vô địch bóng đá thế giới 2006 khu vực châu Á (Vòng 2) | Phan Văn Tài Em 49' |
| 13 tháng 10 | Maldives           | 0–3         | Sân vận động bóng đá quốc gia (Maldives), Malé (A) | Vòng loại giải vô địch bóng đá thế giới 2006 khu vực châu Á (Vòng 2) | |
| 17 tháng 11 | Liban              | 0–0         | Sân vận động thành phố Beirut, Beirut (A)          | Vòng loại giải vô địch bóng đá thế giới 2006 khu vực châu Á (Vòng 2) | |
| 7 tháng 12  | Singapore          | 1–1         | Sân vận động Thống Nhất, Thành phố Hồ Chí Minh (H) | Giải vô địch bóng đá Đông Nam Á 2004                                 | Thạch Bảo Khanh 51' |
| 9 tháng 12  | Campuchia          | 9–1         | Sân vận động Thống Nhất, Thành phố Hồ Chí Minh (H) | Giải vô địch bóng đá Đông Nam Á 2004                                 | Thạch Bảo Khanh 9', 23' · Lê Công Vinh 57', 87', 89' · Sampratna 63' (l.n.) · Đặng Văn Thành 71', 83' · Nguyễn Huy Hoàng 77' |
| 11 tháng 12 | Indonesia          | 0–3         | Sân vận động Quốc gia Mỹ Đình, Hà Nội (H)          | Giải vô địch bóng đá Đông Nam Á 2004                                 | |
| 15 tháng 12 | Lào                | 3–0         | Sân vận động Quốc gia Mỹ Đình, Hà Nội (H)          | Giải vô địch bóng đá Đông Nam Á 2004                                 | Lê Công Vinh 10' · Nguyễn Minh Phương 42' · Thạch Bảo Khanh 75'                                                              |

#### 2003
| 12 tháng 2  | Albania  | 0–5 | Bastia Umbra, Ý (N)                             | Giao hữu                          |                                                                            |
| 25 tháng 9  | Hàn Quốc | 0–5 | Sân vận động Incheon Munhak, Incheon (A)        | Vòng loại Cúp bóng đá châu Á 2004 |                                                                            |
| 27 tháng 9  | Nepal    | 5–0 | Hàn Quốc (A)                                    | Vòng loại Cúp bóng đá châu Á 2004 | Phạm Văn Quyến 14', 23', 36' · Nguyễn Tuấn Phong 22' · Phan Thanh Bình 90' |
| 29 tháng 9  | Oman     | 0–6 | Hàn Quốc (A)                                    | Vòng loại Cúp bóng đá châu Á 2004 |                                                                            |
| 19 tháng 10 | Hàn Quốc | 1–0 | Khu liên hợp thể thao Sultan Qaboos, Muscat (A) | Vòng loại Cúp bóng đá châu Á 2004 | Phạm Văn Quyến 74'                                                         |
| 21 tháng 10 | Nepal    | 0–2 | Oman (A)                                        | Vòng loại Cúp bóng đá châu Á 2004 | Nguyễn Minh Phương 49' · Phan Thanh Bình 50'                               |
| 24 tháng 10 | Oman     | 0–2 | Oman (A)                                        | Vòng loại Cúp bóng đá châu Á 2004 |                                                                            |

#### 2002
| 27 tháng 11 | Sri Lanka   | 1–0 | Sân vận động Sugathadasa, Colombo (A)       | Giao hữu                             | Lê Huỳnh Đức ?' |
| 29 tháng 11 | Sri Lanka   | 1–1 | Sri Lanka (A)                               | Giao hữu                             | |
| 1 tháng 12  | Sri Lanka   | 2–2 | Sri Lanka (A)                               | Giao hữu                             | |
| 8 tháng 12  | Thái Lan    | 1–2 | Thái Lan (A)                                | Giao hữu                             | |
| 15 tháng 12 | Campuchia   | 9–2 | Sân vận động Gelora Bung Karno, Jakarta (A) | Giải vô địch bóng đá Đông Nam Á 2002 | Huỳnh Hồng Sơn 11' · Trần Trường Giang 16', 40' · Nguyễn Quốc Trung 24' · Lê Huỳnh Đức 63', 80' · Nguyễn Minh Phương 75' · Trịnh Xuân Thành 88' · Phạm Văn Quyến 90' |
| 19 tháng 12 | Philippines | 4–1 | Sân vận động Gelora Bung Karno, Jakarta (A) | Giải vô địch bóng đá Đông Nam Á 2002 | Huỳnh Hồng Sơn 60', 72' · Lê Huỳnh Đức 68' (ph.đ.), 79' |
| 21 tháng 12 | Indonesia   | 2–2 | Sân vận động Gelora Bung Karno, Jakarta (A) | Giải vô địch bóng đá Đông Nam Á 2002 | Phan Văn Tài Em 53' · Lê Huỳnh Đức 59' |
| 23 tháng 12 | Myanmar     | 4–2 | Sân vận động Lebak Bulus, Jakarta (A)       | Giải vô địch bóng đá Đông Nam Á 2002 | Trịnh Xuân Thành 38' · Đặng Phương Nam 48', 66' · Lê Huỳnh Đức 72' (ph.đ.)                                                                                           |
| 27 tháng 12 | Thái Lan    | 0–4 | Sân vận động Gelora Bung Karno, Jakarta (A) | Giải vô địch bóng đá Đông Nam Á 2002 | |
| 29 tháng 12 | Malaysia    | 2–1 | Sân vận động Gelora Bung Karno, Jakarta (A) | Giải vô địch bóng đá Đông Nam Á 2002 | Trần Trường Giang 45' · Nguyễn Minh Phương 59' |

#### 2001
| 8 tháng 2  | Bangladesh  | 0–0 | Sân vận động Hoàng tử Mohamed bin Fahd, Dammam (A) | Vòng loại giải vô địch bóng đá thế giới 2002 khu vực châu Á (vòng 1) |                                                                              |
| 10 tháng 2 | Mông Cổ     | 1–0 | Sân vận động Hoàng tử Mohamed bin Fahd, Dammam (A) | Vòng loại giải vô địch bóng đá thế giới 2002 khu vực châu Á (vòng 1) | Nguyễn Hồng Sơn 45' (ph.đ.)                                                  |
| 12 tháng 2 | Ả Rập Xê Út | 0–5 | Sân vận động Hoàng tử Mohamed bin Fahd, Dammam (A) | Vòng loại giải vô địch bóng đá thế giới 2002 khu vực châu Á (vòng 1) |                                                                              |
| 15 tháng 2 | Bangladesh  | 4–0 | Sân vận động Hoàng tử Mohamed bin Fahd, Dammam (A) | Vòng loại giải vô địch bóng đá thế giới 2002 khu vực châu Á (vòng 1) | Nguyễn Văn Sỹ 65' · Nguyễn Hồng Sơn 73', 87' (ph.đ.) · Nguyễn Trung Vĩnh 77' |
| 17 tháng 2 | Mông Cổ     | 4–0 | Sân vận động Hoàng tử Mohamed bin Fahd, Dammam (A) | Vòng loại giải vô địch bóng đá thế giới 2002 khu vực châu Á (vòng 1) | Nguyễn Lương Phúc 3', 87' · Nguyễn Hồng Sơn 15', 21'                         |
| 19 tháng 2 | Ả Rập Xê Út | 0–4 | Sân vận động Hoàng tử Mohamed bin Fahd, Dammam (A) | Vòng loại giải vô địch bóng đá thế giới 2002 khu vực châu Á (vòng 1) |                                                                              |

#### 2000
| 23 tháng 1  | Guam        | 11–0 | Sân vận động Thống Nhất, Thành phố Hồ Chí Minh (H) | Vòng loại Cúp bóng đá châu Á 2000    | Phạm Như Thuần 3' · Vũ Công Tuyền 25', 28', 37', 41', 88' · Văn Sỹ Hùng 39', 81' · Võ Minh Hiếu 45' · Đặng Phương Nam 59' · Ngô Quang Trưởng 75' |
| 26 tháng 1  | Philippines | 3–0  | Sân vận động Thống Nhất, Thành phố Hồ Chí Minh (H) | Vòng loại Cúp bóng đá châu Á 2000    | Vũ Công Tuyền 21' · Ngô Quang Trưởng 72', 88' |
| 29 tháng 1  | Trung Quốc  | 0–2  | Sân vận động Thống Nhất, Thành phố Hồ Chí Minh (H) | Vòng loại Cúp bóng đá châu Á 2000    | |
| 25 tháng 8  | Sri Lanka   | 2–2  | Việt Nam (H)                                       | Giao hữu                             | |
| 5 tháng 11  | Malaysia    | 0–0  | Sân vận động Tinsulanon, Songkhla (A)              | Giải vô địch bóng đá Đông Nam Á 2000 | |
| 7 tháng 11  | Campuchia   | 6–0  | Sân vận động Tinsulanon, Songkhla (A)              | Giải vô địch bóng đá Đông Nam Á 2000 | Lê Huỳnh Đức 16', 80' · Nguyễn Văn Sỹ 55' · Nguyễn Hồng Sơn 58' · Vũ Công Tuyền 74', 86'                                                         |
| 11 tháng 11 | Singapore   | 1–0  | Sân vận động Tinsulanon, Songkhla (A)              | Giải vô địch bóng đá Đông Nam Á 2000 | Lê Huỳnh Đức 62' |
| 13 tháng 11 | Lào         | 5–0  | Sân vận động Tinsulanon, Songkhla (A)              | Giải vô địch bóng đá Đông Nam Á 2000 | Văn Sỹ Thủy 8' · Vũ Công Tuyền 18' · Nguyễn Văn Sỹ 50' · Vũ Minh Hiếu 61' · Phạm Hùng Dũng 88'                                                   |
| 16 tháng 11 | Indonesia   | 2–3  | Sân vận động Rajamangala, Bangkok (A)              | Giải vô địch bóng đá Đông Nam Á 2000 | Nguyễn Hồng Sơn 45' · Vũ Công Tuyền 90' |
| 18 tháng 11 | Malaysia    | 0–3  | Sân vận động Rajamangala, Bangkok (A)              | Giải vô địch bóng đá Đông Nam Á 2000 | |

### 1990–1999

#### 1999
| 29 tháng 1 | Singapore   | 1–0 | Sân vận động Thống Nhất, Thành phố Hồ Chí Minh (H)              | Cúp Dunhill Việt Nam 1999        | Văn Sỹ Hùng 76'                                                                                       |
| 31 tháng 1 | Nga         | 1–0 | Sân vận động Thống Nhất, Thành phố Hồ Chí Minh (H)              | Cúp Dunhill Việt Nam 1999        | Nguyễn Phi Hùng 24'                                                                                   |
| 2 tháng 2  | Iran        | 2–2 | Sân vận động Thống Nhất, Thành phố Hồ Chí Minh (H)              | Cúp Dunhill Việt Nam 1999        | Lê Huỳnh Đức 16' · Nguyễn Phi Hùng 79'                                                                |
| 5 tháng 2  | Trung Quốc  | 1–4 | Sân vận động Thống Nhất, Thành phố Hồ Chí Minh (H)              | Cúp Dunhill Việt Nam 1999        | Trần Tiến Anh 90'                                                                                     |
| 30 tháng 7 | Lào         | 9–0 | Khu liên hợp thể thao Berakas, Bandar Seri Begawan (A)          | Đại hội Thể thao Đông Nam Á 1999 | Lê Huỳnh Đức 3', 13', 18', 27' · Văn Sỹ Hùng 60', 72', 79' · Triệu Quang Hà 76' · Đặng Phương Nam 90' |
| 3 tháng 8  | Myanmar     | 2–0 | Khu liên hợp thể thao Berakas, Bandar Seri Begawan (A)          | Đại hội Thể thao Đông Nam Á 1999 | Trương Việt Hoàng 77' · Đặng Phương Nam 82'                                                           |
| 5 tháng 8  | Thái Lan    | 0–0 | Khu liên hợp thể thao Berakas, Bandar Seri Begawan (A)          | Đại hội Thể thao Đông Nam Á 1999 | |
| 8 tháng 8  | Philippines | 2–0 | Khu liên hợp thể thao Berakas, Bandar Seri Begawan (A)          | Đại hội Thể thao Đông Nam Á 1999 | Đặng Phương Nam 44', 49'                                                                              |
| 12 tháng 8 | Indonesia   | 1–0 | Sân vận động Quốc gia Hassanal Bolkiah, Bandar Seri Begawan (A) | Đại hội Thể thao Đông Nam Á 1999 | Nguyễn Hồng Sơn 70'                                                                                   |
| 14 tháng 8 | Thái Lan    | 0–2 | Sân vận động Quốc gia Hassanal Bolkiah, Bandar Seri Begawan (A) | Đại hội Thể thao Đông Nam Á 1999 | |

#### 1998
| 26 tháng 8  | Lào          | 4–1 | Sân vận động Hàng Đẫy, Hà Nội (H)                | Giải vô địch bóng đá Đông Nam Á 1998 | Nguyễn Hồng Sơn 30' · Nguyễn Văn Sỹ 43' · Lê Huỳnh Đức 85', 90' |
| 28 tháng 8  | Singapore    | 0–0 | Sân vận động Hàng Đẫy, Hà Nội (H)                | Giải vô địch bóng đá Đông Nam Á 1998 |                                                                 |
| 30 tháng 8  | Malaysia     | 1–0 | Sân vận động Hàng Đẫy, Hà Nội (H)                | Giải vô địch bóng đá Đông Nam Á 1998 | Nguyễn Hồng Sơn 50'                                             |
| 3 tháng 9   | Thái Lan     | 3–0 | Sân vận động Hàng Đẫy, Hà Nội (H)                | Giải vô địch bóng đá Đông Nam Á 1998 | Trương Việt Hoàng 15' · Nguyễn Hồng Sơn 70' · Văn Sỹ Hùng 80'   |
| 5 tháng 9   | Singapore    | 0–1 | Sân vận động Hàng Đẫy, Hà Nội (H)                | Giải vô địch bóng đá Đông Nam Á 1998 |                                                                 |
| 19 tháng 11 | Hồng Kông    | 1–1 | Hồng Kông (A)                                    | Giao hữu                             |                                                                 |
| 30 tháng 11 | Turkmenistan | 0–2 | Sân vận động tỉnh Nakhon Sawan, Nakhon Sawan (A) | Đại hội thể thao châu Á 1998         |                                                                 |
| 4 tháng 12  | Hàn Quốc     | 0–4 | Sân vận động tỉnh Nakhon Sawan, Nakhon Sawan (A) | Đại hội thể thao châu Á 1998         |                                                                 |

#### 1997
| 22 tháng 2  | Bosna và Hercegovina | 0–4 | Malaysia (A)                                       | 1997 Dunhill Cup                                            |                                                           |
| 24 tháng 2  | Indonesia            | 0–1 | Malaysia (A)                                       | 1997 Dunhill Cup                                            |                                                           |
| 26 tháng 2  | Zimbabwe             | 0–6 | Malaysia (A)                                       | 1997 Dunhill Cup                                            |                                                           |
| 4 tháng 5   | Tajikistan           | 0–4 | Sân vận động Pamir, Dushanbe (A)                   | Vòng loại giải vô địch bóng đá thế giới 1998 khu vực châu Á |                                                           |
| 11 tháng 5  | Turkmenistan         | 1–2 | Sân vận động Nusaý, Ashgabat (A)                   | Vòng loại giải vô địch bóng đá thế giới 1998 khu vực châu Á | Nguyễn Công Vinh 71'                                      |
| 25 tháng 5  | Trung Quốc           | 1–3 | Sân vận động Thống Nhất, Thành phố Hồ Chí Minh (H) | Vòng loại giải vô địch bóng đá thế giới 1998 khu vực châu Á | Lê Huỳnh Đức 38'                                          |
| 1 tháng 6   | Tajikistan           | 0–4 | Sân vận động Thống Nhất, Thành phố Hồ Chí Minh (H) | Vòng loại giải vô địch bóng đá thế giới 1998 khu vực châu Á |                                                           |
| 8 tháng 6   | Turkmenistan         | 0–4 | Sân vận động Thống Nhất, Thành phố Hồ Chí Minh (H) | Vòng loại giải vô địch bóng đá thế giới 1998 khu vực châu Á |                                                           |
| 22 tháng 6  | Trung Quốc           | 0–4 | Sân vận động Công nhân, Bắc Kinh (A)               | Vòng loại giải vô địch bóng đá thế giới 1998 khu vực châu Á |                                                           |
| 5 tháng 10  | Malaysia             | 0–1 | Sân vận động Gelora Bung Karno, Jakarta (A)        | Đại hội Thể thao Đông Nam Á 1997                            |                                                           |
| 7 tháng 10  | Indonesia            | 2–2 | Sân vận động Gelora Bung Karno, Jakarta (A)        | Đại hội Thể thao Đông Nam Á 1997                            | Văn Sỹ Hùng ?', ?'                                        |
| 12 tháng 10 | Lào                  | 2–1 | Sân vận động Gelora Bung Karno, Jakarta (A)        | Đại hội Thể thao Đông Nam Á 1997                            | Vũ Minh Hiếu ?', ?'                                       |
| 14 tháng 10 | Philippines          | 3–0 | Sân vận động Gelora Bung Karno, Jakarta (A)        | Đại hội Thể thao Đông Nam Á 1997                            | Triệu Quang Hà ?' · Lê Huỳnh Đức ?' · Nguyễn Công Vinh ?' |
| 16 tháng 10 | Thái Lan             | 1–2 | Sân vận động Gelora Bung Karno, Jakarta (A)        | Đại hội Thể thao Đông Nam Á 1997                            | Lê Huỳnh Đức ?'                                           |
| 18 tháng 10 | Singapore            | 1–0 | Sân vận động Gelora Bung Karno, Jakarta (A)        | Đại hội Thể thao Đông Nam Á 1997                            | Nguyễn Phúc Nguyên Chương ?'                              |

#### 1996
| 2 tháng 6  | Juventus          | 1-2 | Sân vận động Hàng Đẫy, Hà Nội (H)                  | Giao hữu                             | Võ Hoàng Bửu 22'                                                                 |
| 4 tháng 8  | Đài Bắc Trung Hoa | 4–1 | Thành phố Hồ Chí Minh, Việt Nam (H)                | Vòng loại Cúp bóng đá châu Á 1996    |                                                                                  |
| 7 tháng 8  | Guam              | 9–0 | Thành phố Hồ Chí Minh, Việt Nam (H)                | Vòng loại Cúp bóng đá châu Á 1996    |                                                                                  |
| 11 tháng 8 | Hàn Quốc          | 4–0 | Sân vận động Thống Nhất, Thành phố Hồ Chí Minh (H) | Vòng loại Cúp bóng đá châu Á 1996    |                                                                                  |
| 2 tháng 9  | Campuchia         | 3–1 | Sân vận động Jurong, Jurong (A)                    | Giải vô địch bóng đá Đông Nam Á 1996 | Trần Công Minh 21' · Lê Huỳnh Đức 30' · Võ Hoàng Bửu 80' (ph.đ.)                 |
| 5 tháng 9  | Lào               | 1–1 | Sân vận động Jurong, Jurong (A)                    | Giải vô địch bóng đá Đông Nam Á 1996 | Lê Huỳnh Đức 85'                                                                 |
| 7 tháng 9  | Myanmar           | 4–1 | Sân vận động Jurong, Jurong (A)                    | Giải vô địch bóng đá Đông Nam Á 1996 | Nguyễn Hữu Đang 6' · Lê Huỳnh Đức 15' · Trần Công Minh 48' · Nguyễn Hồng Sơn 63' |
| 11 tháng 9 | Indonesia         | 1–1 | Sân vận động Jurong, Jurong (A)                    | Giải vô địch bóng đá Đông Nam Á 1996 | Võ Hoàng Bửu 77' (ph.đ.)                                                         |
| 13 tháng 9 | Thái Lan          | 2–4 | Sân vận động Quốc gia, Singapore (cũ), Kallang (A) | Giải vô địch bóng đá Đông Nam Á 1996 | Võ Hoàng Bửu 83' (ph.đ.) · Nguyễn Hồng Sơn 88'                                   |
| 15 tháng 9 | Indonesia         | 3–2 | Sân vận động Quốc gia, Singapore (cũ), Kallang (A) | Giải vô địch bóng đá Đông Nam Á 1996 | Huỳnh Quốc Cường 8' · Yeyen 27' (l.n.) · Võ Hoàng Bửu 73' (ph.đ.)                |

#### 1995
| 4 tháng 1   | Estonia   | 1–0 | Việt Nam (H) | Giao hữu                         | Lê Huỳnh Đức ?'                       |
| 4 tháng 12  | Malaysia  | 0–2 | Thái Lan (A) | Đại hội Thể thao Đông Nam Á 1995 | Huỳnh Quốc Cường ?' · Võ Hoàng Bửu ?' |
| 8 tháng 12  | Campuchia | 0–4 | Thái Lan (A) | Đại hội Thể thao Đông Nam Á 1995 |                                       |
| 10 tháng 12 | Thái Lan  | 1–3 | Thái Lan (A) | Đại hội Thể thao Đông Nam Á 1995 | Nguyễn Hữu Đang ?'                    |
| 12 tháng 12 | Indonesia | 0–1 | Thái Lan (A) | Đại hội Thể thao Đông Nam Á 1995 | Nguyễn Hữu Đang ?'                    |
| 14 tháng 12 | Myanmar   | 1–2 | Thái Lan (A) | Đại hội Thể thao Đông Nam Á 1995 | Lê Huỳnh Đức ?' · Trần Minh Chiến ?'  |
| 16 tháng 12 | Thái Lan  | 0–4 | Thái Lan (A) | Đại hội Thể thao Đông Nam Á 1995 |                                       |

#### 1993
| 9 tháng 4  | CHDCND Triều Tiên | 0–3 | Qatar (A)     | Vòng loại giải vô địch bóng đá thế giới 1994 khu vực châu Á |                                        |
| 11 tháng 4 | Qatar             | 0–4 | Qatar (A)     | Vòng loại giải vô địch bóng đá thế giới 1994 khu vực châu Á |                                        |
| 13 tháng 4 | Singapore         | 2–3 | Qatar (A)     | Vòng loại giải vô địch bóng đá thế giới 1994 khu vực châu Á | Lư Đình Tuấn 14' · Phan Thanh Hùng 77' |
| 16 tháng 4 | Indonesia         | 1–0 | Qatar (A)     | Vòng loại giải vô địch bóng đá thế giới 1994 khu vực châu Á | Hà Vương Ngầu Nại 61'                  |
| 24 tháng 4 | CHDCND Triều Tiên | 0–1 | Singapore (A) | Vòng loại giải vô địch bóng đá thế giới 1994 khu vực châu Á |                                        |
| 26 tháng 4 | Qatar             | 0–4 | Singapore (A) | Vòng loại giải vô địch bóng đá thế giới 1994 khu vực châu Á |                                        |
| 28 tháng 4 | Singapore         | 0–1 | Singapore (A) | Vòng loại giải vô địch bóng đá thế giới 1994 khu vực châu Á |                                        |
| 30 tháng 4 | Indonesia         | 1–2 | Singapore (A) | Vòng loại giải vô địch bóng đá thế giới 1994 khu vực châu Á | Nguyễn Hồng Sơn 30'                    |

#### 1991
| 26 tháng 11 | Philippines | 2–2 | Sân vận động tưởng niệm Rizal, Manila (A) | Đại hội Thể thao Đông Nam Á 1991 | Nguyễn Văn Dũng ?', ?' |
| 28 tháng 11 | Indonesia   | 0–1 | Sân vận động tưởng niệm Rizal, Manila (A) | Đại hội Thể thao Đông Nam Á 1991 |                        |
| 30 tháng 11 | Malaysia    | 1–2 | Sân vận động tưởng niệm Rizal, Manila (A) | Đại hội Thể thao Đông Nam Á 1991 | Nguyễn Văn Dũng ?'     |